# Sockel G3
Der Sockel G3 (auch als rPGA 946B/947 bekannt) ist ein CPU-Sockel von Intel für die Core-i-Serie von Notebooks der vierten Generation. Die Kerne basieren auf der Haswell-Architektur, die zunächst für den Sockel 1150, verwendet wurde. Sockel G3 ist der Nachfolger von Sockel G2 und das mobile Gegenstück zu LGA 1150. Es ist der letzte Pin-Grid-Array-Sockel für Intels Mobilprozessoren. Alle Mobilprozessoren in Mikroarchitekturen nach Haswell sind ausschließlich im BGA-Gehäuse erhältlich.
Kompatible Prozessoren haben ein "M", "MQ" und "MX"-Suffix am Ende der Modellnummer.

## Geschichte
Die ersten Notebook-Prozessoren im Mainstream-Bereich wurden im Juni 2013 veröffentlicht. Alle Core-i7-Prozessoren waren Quad-Core-Modelle mit Premium-Funktionen. Auf die Quad-Core-Modelle folgten im September 2013 Dual-Core-Prozessoren. Die komplette mobile Ausführung wurde in der ersten Hälfte des Jahres 2014 aktualisiert.  

## Technische Spezifikationen
- Nutzung eines nockenbetätigten Rückhaltemechanismus
- Das r in rPGA (PGA, Pin Grid Array, deutsch: Kontaktstift-Rasterfeld,  "Reduced pitch", bzw. reduzierter Abstand in Pitch (Elektronik)) mit einem 1 mm × 1 mm Sockel-Design.[2]
- Wie seine Vorgängersockeln G1 und G2, kann der Sockel G3 nur im Dual-Channel ausgeführt werden, jedoch mit Datenraten von bis zu 1600 MHz.
- Sockel rPGA 947 hat ein zusätzliches Kontaktstift, ansonsten ist er identisch mit Sockel rPGA 946B.